# اوشک (شهرستان برودنیتسا)
اوشک (به لهستانی:  Osiek) یک روستا در لهستان است که در گمینا اوشک (استان کویافسکو-پومورسکی) واقع شده‌است. اوشک ۹۹۰ نفر جمعیت دارد.